# Хьюз, Джон (кинорежиссёр)
Джон Уайлден Хьюз-младший (англ. John Wilden Hughes, Jr.; 18 февраля 1950, Лансинг, Мичиган — 6 августа 2009, Нью-Йорк) — американский кинорежиссёр, сценарист и кинопродюсер. Среди его работ такие фильмы, как «Самолётом, поездом и автомобилем», «16 свечей», «Клуб „Завтрак“», «Феррис Бьюллер берёт выходной», «Каникулы», три фильма серии «Один дома», «Бетховен», «101 далматинец» и многие другие.

## Биография

### Ранние годы
Джон Хьюз родился 18 февраля 1950 года в городе Лансинг, штат Мичиган, в семье Мэрион Кроуфорд и Джона Хьюза-старшего, работника торговли. Помимо Джона в семье было ещё трое детей. Джон был вторым ребёнком в семье и единственным мальчиком. Первые двенадцать лет своей жизни Джон провёл в пригороде Детройта Гросс Поинт. Был большим поклонником «Детройт Ред Уингз», в особенности Горди Хоу. В 1963 году семья Хьюз переехала в пригород Чикаго Нортбрук, штат Иллинойс. Там его отец нашёл работу в сфере продаж кровельных материалов. В средней школе был фанатом The Beatles, старался подражать им в одежде. Был влюблён в чирлидершу по имени Нэнси Людвиг, на которой женился в 1970 году в возрасте 20 лет. У пары родилось двое сыновей: Джон Хьюз III (род. 1976) и Джеймс Хьюз (род. 1979).
Действие некоторых фильмов Хьюза происходит в вымышленном городке Шермер. Частично этот город основан на Нортбруке, который в прошлом был деревней и до 1923 года назывался Шермервилль.

### Карьера
В возрасте 20 лет Джон бросил Аризонский университет, в котором проходил обучение. После этого работал в Чикаго рекламным копирайтером. Параллельно писал шутки и продавал их известным комикам того времени: Родни Дэнджерфилду, Хенни Янгмену, Филлис Диллер и Джоан Риверз. В 1974 году Хьюз уже работал в Leo Burnett Worldwide, самом престижном из чикагских рекламных агентств. По работе Джону приходилось периодически ездить в командировки в Нью-Йорк, где он старался посещать офисы юмористического журнала National Lampoon, работать в котором было его мечтой. На тот момент за спиной у Джона уже было несколько юмористических статей, опубликованных в журнале Playboy. Хьюз в конечном итоге нашёл общий язык с главным редактором National Lampoon Патриком О’Рурком и стал писать для этого журнала. Некоторое время Хьюз разрывался между двумя городами и двумя работами, пока наконец в 1979 году О’Рурк не убедил его оставить работу в рекламном бизнесе.
В конце 1970-х годов журнал National Lampoon решил попробовать себя в кинематографе. Фильм «Зверинец» (1978), созданный журналом, ждал огромный успех. Было решено двигаться в этом направлении и продолжать снимать. Следующим фильмом стала пародия на фильмы ужасов под названием «Встреча выпускников» (1982). Сценаристом фильма значился Джон Хьюз. Первый блин вышел комом, никакого успеха фильм не имел. Далее компания Warner Bros. без ведома Хьюза купила права на экранизацию его рассказа «Каникулы '58», который был напечатан в National Lampoon ещё в 1979 году. Джону было дано задание адаптировать свой рассказ для киноэкрана. Фильм «Каникулы» ждал успех, он породил несколько продолжений. Тогда же, в 1983 году, вышел ещё один фильм по сценарию Хьюза «Мистер мама». Хотя эти фильмы пользовались успехом и были хорошо приняты критиками, сам Хьюз не был до конца доволен их постановкой. В какой-то момент он решил снимать фильмы по своим сценариям сам, хотя никакого соответствующего опыта у него не было.

#### Подростковое кино
Хьюз хотел сделать фильм о пятерых подростках из разных социальных слоёв, которые вынуждены находиться вместе в замкнутом пространстве в течение одного дня. Небольшая голливудская студия A&M Films выделила на съёмки этого фильма сумму в 1 миллион долларов. Дистрибьютором согласилась выступить компания Universal Pictures. В какой-то момент Хьюз подумал, что такой «камерный» фильм может провалиться в прокате, а это может означать конец карьеры. Джон решил сперва поставить более легкомысленную историю «Шестнадцать свечей» (1984). Фильм был хорошо принят критиками и публикой, и Хьюз вернулся к своему первоначальному замыслу. Его «Клуб „Завтрак“» вышел в 1985 году и приобрёл культовый статус.
После этого Хьюз выпустил фильм «Ох уж эта наука!» (1985) и «Феррис Бьюллер берёт выходной» (1986). У Хьюза было много идей и он быстро писал сценарии, поэтому некоторые из них отдавал другим режиссёрам. Так появились «Девушка в розовом» (1986) и «Нечто замечательное» (1987). В фильмах Хьюза подростки были похожи на настоящих людей, со своими проблемами, страхами и переживаниями. Такое отображение подростков в молодёжных фильмах было не характерно для того времени. Молодёжные фильмы этого времени в основном пытались подражать фильму «Порки» (1982).
В 1985 году в интервью кинокритику Chicago Tribune Джину Сискелу Хьюз сказал, что многие кинематографисты «изображают подростков безнравственными и невежественными, преследующими довольно низменные цели. Они, кажется, думают, что подростки не очень умны. Но я не заметил, что это так. Я слушаю детей. Я их уважаю. Я не сбрасываю со счетов всё, что они могут сказать, только потому, что им всего 16 лет».
Молодых актёров, которые играли у Хьюза (Эмилио Эстевес, Энтони Майкл Холл, Джадд Нельсон, Молли Рингуолд, Элли Шиди), журналисты прозвали Brat Pack (с англ. — «Банда молокососов») по аналогии с Rat Pack (с англ. — «Крысиная стая»). Из взрослых актёров Хьюз часто работал с Джоном Кэнди.

#### Семейное кино и последующие годы
В какой-то момент Хьюз решил отойти от подросткового кино. В 1987 году он создал комедию про взрослых «Самолётом, поездом и автомобилем». Следующий его фильм «У неё будет ребёнок» (1988) рассказывал уже о подростках, которые повзрослели. Его последующими и последними фильмами в режиссёрском кресле стали ориентированные на семейную аудиторию «Дядюшка Бак» (1989) и «Кудряшка Сью» (1991). Хотя Джон Хьюз перестал снимать, он продолжил писать сценарии и продюсировать.
Большой успех ждал фильм «Один дома» (1990), созданный по сценарию Хьюза. Он же написал сценарий продолжения и третьей части. Помимо этого Джон Хьюз написал сценарии таких фильмов, как «На лоне природы» (1988), «Рождественские каникулы» (1989), «Датч» (1991), «Бетховен» (1992), «Деннис-мучитель» (1993), «Младенец на прогулке» (1994), «Чудо на 34-й улице» (1994), «101 далматинец» (1996) и других. Во второй половине 1990-х годов Хьюз вернулся в Иллинойс и с тех пор практически не общался с прессой. В этот период он в основном занимался собственной фермой.
В июне 2009 года младший сын Хьюза Джеймс впервые стал отцом. Он в то время жил в Нью-Йорке, и Джон Хьюз отправился туда, чтобы проведать своего нового внука (старший сын на тот момент уже подарил ему троих). 6 августа 2009 года во время прогулки по Нью-Йорку Джон Хьюз умер от сердечного приступа в возрасте 59 лет. Был похоронен на кладбище «Лейк Форест» в Чикаго 11 августа.
Жена Джона Нэнси пережила мужа на 10 лет и умерла 15 сентября 2019 года. В фильмографии Джона Хьюза наиболее тесно с ней был связан фильм «У неё будет ребёнок». Этот фильм Джон посвятил жене, и в целом некоторые вещи были перенесены в фильм из их совместной жизни.

## Влияние
Джон Хьюз, происходивший из поколения беби-бумеров, смог запечатлеть дух подростков 1980-х годов. Более того, его фильмы вышли за пределы того поколения, для которого создавались, став классикой. Кинокритик Роджер Эберт назвал Хьюза «философом юности» (англ. the philosopher of adolescence). Фильмы Хьюза оказали влияние на творчество Уэса Андерсона, Кевина Смита, Джадда Апатоу.

## Фильмография

### Кинематограф
| Год  | Фильм                                           | Режиссёр | Сценарист | Продюсер | Актёр                                  |
| ---- | ----------------------------------------------- | -------- | --------- | -------- | -------------------------------------- |
| 1980 | Тайна Николы Теслы                              |          | Да        |          |                                        |
| 1982 | Встреча выпускников                             |          | Да        |          | «Девушка» с бумажным пакетом на голове |
| 1983 | Каникулы                                        |          | Да        |          |                                        |
| 1983 | Мистер мама                                     |          | Да        |          |                                        |
| 1983 | Нэйт и Хейс                                     |          | Да        |          |                                        |
| 1984 | Шестнадцать свечей                              | Да       | Да        |          |                                        |
| 1985 | Клуб «Завтрак»                                  | Да       | Да        | Да       | Отец Брайана                           |
| 1985 | Европейские каникулы                            |          | Да        |          |                                        |
| 1985 | Ох уж эта наука!                                | Да       | Да        |          |                                        |
| 1986 | Девушка в розовом                               |          | Да        | Да       |                                        |
| 1986 | Феррис Бьюллер берёт выходной                   | Да       | Да        | Да       | Мужчина, бегающий между такси          |
| 1987 | Нечто замечательное                             |          | Да        | Да       |                                        |
| 1987 | Самолётом, поездом и автомобилем                | Да       | Да        | Да       |                                        |
| 1988 | У неё будет ребёнок                             | Да       | Да        | Да       |                                        |
| 1988 | На лоне природы                                 |          | Да        | Да       |                                        |
| 1989 | Дядюшка Бак                                     | Да       | Да        | Да       |                                        |
| 1989 | Рождественские каникулы                         |          | Да        | Да       |                                        |
| 1990 | Один дома                                       |          | Да        | Да       |                                        |
| 1991 | Как сделать карьеру                             |          | Да        | Да       |                                        |
| 1991 | Поймёт лишь одинокий                            |          |           | Да       |                                        |
| 1991 | Датч                                            |          | Да        | Да       |                                        |
| 1991 | Кудряшка Сью                                    | Да       | Да        | Да       |                                        |
| 1992 | Бетховен                                        |          | Да        |          |                                        |
| 1992 | Один дома 2: Потерявшийся в Нью-Йорке           |          | Да        | Да       |                                        |
| 1993 | Деннис-мучитель                                 |          | Да        | Да       |                                        |
| 1994 | Младенец на прогулке, или Ползком от гангстеров |          | Да        | Да       |                                        |
| 1994 | Чудо на 34-й улице                              |          | Да        | Да       |                                        |
| 1996 | 101 далматинец                                  |          | Да        | Да       |                                        |
| 1997 | Флаббер                                         |          | Да        | Да       |                                        |
| 1997 | Один дома 3                                     |          | Да        | Да       |                                        |
| 1998 | Нарушитель спокойствия                          |          | Да        | Да       |                                        |
| 2001 | Пришельцы в Америке                             |          | Да        |          |                                        |
| 2001 | Новый южный порт                                |          |           | Да       |                                        |
| 2002 | Госпожа горничная                               |          | Да        |          |                                        |
| 2008 | Школа выживания                                 |          | Да        |          |                                        |

### Сериалы
| Год  | Название    | Работа |
| ---- | ----------- | --- |
| 1979 | Дельта Хауз | Сценарист 4 эпизодов: - The Shortest Yard - The Deformity - Campus Fair - The Matriculation of Kent Dorfman |
| 1983 | Вольно!     | Создатель сериала из 14-ти эпизодов: - A Tankful of Dollars (также креативный консультант) - Chariots of Fear - Computer Dating - Prairie Moon Over Texas - Murder on the Tar Creek Express - Love Sick - The Marriage of the Figaros - The Ballad of Lucinda Ballard - The Great Computer Robbery - A PFC and a Gentleman - The Tar Creek Sting - Valentine’s Day - Maxwell’s People - The Tar Creek Chronicles (также сценарист) |